# James Smith (zeiler)
James Hopkins Smith, Jr. (New York, 15 december 1909 – La Jolla, 24 november 1982) was een Amerikaans zeiler.
Smith won tijdens de Olympische Zomerspelen 1948 de gouden medaille in de 6 meter klasse.

## Olympische Zomerspelen
| Jaar | Plaats | Resultaten     |
| ---- | ------ | -------------- |
| 1948 | Londen | 6 meter klasse |

1908: Charles Crichton / Gilbert Laws / Thomas McMeekin ·
1912: Amédée Thubé / Gaston Thubé / Jacques Thubé
1920 (model 1907): Frédéric Bruynseels / Émile Cornellie / Florimond Cornellie ·
1920 (model 1919): Andreas Brecke / Paal Kaasen / Ingolf Rød ·
1924: Christopher Dahl / Eugen Lunde / Anders Lundgren ·
1928: Erik Anker / Johan Anker / Håkon Bryhn / Olaf van Noorwegen ·
1932: Olle Åkerlund / Åke Bergqvist / Martin Hindorff / Tore Holm ·
1936: Miles Bellville / Christopher Boardman / Russell Harmer / Charles Leaf / Leonard Martin ·
1948: Alfred Loomis / Michael Mooney / James Smith / James Weekes / Herman Whiton ·
1952: Everard Endt / John Morgan / Eric Ridder / Julian Roosevelt / Emelyn Whiton / Herman Whiton
- International Standard Name Identifier: 0000 0000 4540 2047
- Library of Congress Control Number: no2004028264
- National Archives and Records Administration: 10611834
- SNAC: w6sd07wn
- Virtual International Authority File: 9551688
- WorldCat: E39PBJhmPCDjmrMWv3vCgGTT73